# جیووا
جیووا (به ایتالیایی: Givova) یک شرکت ایتالیایی است که در زمینه تولید لباس و کفش ورزشی فعالیت می‌کند و در سال ۲۰۰۸ میلادی توسط Giovanni Acanfora بنیان‌گذاری شده است.

## حمایت‌های مالی
تیم‌ها و ورزشکارانی که از تولیدات گیووا استفاده می‌کنند:

### بسکتبال

#### تیم‌های باشگاهی
- Mens Sana 1871 Basket (از فصل ۲۰۱۵/۱۶)
- Azzurro Napoli Basket (عنوان باشگاه و حامی اصلی) (از فصل ۲۰۱۴/۱۵)
- Battipagliese Basket (عنوان باشگاه و حامی اصلی) (از فصل ۲۰۱۴/۱۵)
- Dike Basket Napoli (عنوان باشگاه و حامی اصلی) (از فصل ۲۰۱۴/۱۵)
- Scafati Basket (عنوان باشگاه و حامی اصلی)
- Basket Nord Barese

### فوتبال

#### تیم‌های ملی
- تیم ملی فوتبال مالت

#### نماینده غیررسمی تیم‌ها
- تیم ملی فوتبال پادانیا (از ۲۰۱۴)

#### تیم‌های باشگاهی
| - Nunawading FC - KS Apolonia - KF Elbasani (از فصل ۲۰۱۴/۱۵) - KF Vllaznia Shkodër (از فصل ۲۰۱۴/۱۵) - FK Olimpic (از فصل ۲۰۱۴/۱۵) - FK Velež Mostar (از فصل ۲۰۱۵/۱۶) - Brasília Futebol Clube - Tombense Futebol Clube - FC Burgas - AEL 1964 FC - Lautaro de Buin - AEP Paphos F.C. - APEP F.C. - Chalkanoras Idaliou - PAEEK - Oxford Bierbarians - Wychall Wanderers Junior 1998 - Gibraltar Scorpions FC - Lombard-Pápa TFC (از فصل ۲۰۱۴/۱۵) - Nyíregyháza Spartacus FC - FC Veszprém - Pécsi MFC - Bnei Sakhnin F.C. - U.S. Arzanese - باشگاه فوتبال آولینو (از فصل ۲۰۱۴/۱۵) - باشگاه فوتبال کارپی (از فصل ۲۰۱۵/۱۶) - Casertana F.C. - U.S.D. Cavese 1919 - Campobasso Calcio - Celano F.C. Marsica - باشگاه فوتبال کیه‌وو ورونا - Due Torri - F.C. Esperia Viareggio - S.S. Ischia Isolaverde - Mantova F.C. - U.S. Latina Calcio\|US Latina C. (از فصل ۲۰۱۴/۱۵) - S.S.D. Massese\|Massese - باشگاه فوتبال مسینا - A.S.D. Mezzolara - A.S.G. Nocerina | - U.S. Città di Pontedera S.S.D. (از فصل ۲۰۱۵/۱۶) - U.S. Salernitana 1919 - A.S.D. U.S. Scafatese Calcio - Terracina Calcio 1925 - S.E.F. Torres 1903 - UPC Tavagnacco - باشگاه فوتبال پرسپولیس تهران - باشگاه فوتبال سایپا تهران - باشگاه فوتبال سیاه‌جامگان مشهد - باشگاه فوتبال راه‌آهن - باشگاه فوتبال نیروی زمینی تهران - باشگاه فوتبال برق جدید فارس - باشگاه فوتبال استقلال اهواز - KF Llapi - Al Jahra SC (از فصل ۲۰۱۴/۱۵) - Al-Sulaibikhat SC (از فصل ۲۰۱۵/۱۶) - Sahel SC (Kuwait)\|Al-Sahel SC (از فصل ۲۰۱۵/۱۶) - باشگاه ورزشی القادسیه کویت (از فصل ۲۰۱۵/۱۶) - Burgan SC (از فصل ۲۰۱۵/۱۶) - FC Jūrmala - FC Wiltz 71 - Gudja United F.C. - Żurrieq F.C. - FK Lovćen (از فصل ۲۰۱۴/۱۵) - FK Mladost Podgorica (از فصل ۲۰۱۴/۱۵) - Miedź Legnica - Atletico Clube de Portugal - Futebol Clube Goleganense - Gloria Buzău - NK Peca - NK Brežice - S.S. Folgore Falciano Calcio (از فصل ۲۰۱۴/۱۵) - Gartcairn Maggie's (از فصل ۲۰۱۵/۱۶) - FK Mačva Šabac - CD Eldense (از فصل ۲۰۱۵/۱۶) - UP Langreo (از فصل ۲۰۱۴/۱۵) - Newtown F.C. - K DFO Pardubice (از فصل ۲۰۱۵/۱۶) |

### فوتسال

#### تیم‌های باشگاهی
| - Gibraltar Scorpions FC - Acireale Calcio a ۵ - Catania F.C. Librino Calcio a ۵ |

### هندبال

#### تیم‌های ملی
| - اسرائیل |

#### تیم‌های باشگاهی
|  |

### والیبال
- Polisportiva Antares Sala Consilina
- Olbia Volley
- ASD Volley Scafati
- Volley Tricolore Reggio Emilia

### تیم‌های خیریه
- Nazionale Italiana Cantanti
- Nazionale Italiana Magistrati
- Telethon Team
- A.S. Star Team For Children

## حاشیه در برنامهٔ ۹۰
در تاریخ ۱۱ مرداد ۹۵، بخشی از برنامهٔ ۹۰ به بررسی کیفیت پیراهن تیم ملی ایران که توسط شرکت جیووا تولید می‌شود اختصاص یافت. گزارش‌گر این برنامه، در یک آیتم دوربین مخفی به یکی از فروشگاه‌های این برند مراجعه کرده و فروشنده مدعی می‌شود که تمامی لباس‌های این برند در ایران تولید شده و به عنوان تولید ایتالیایی به فروش می‌رسند. در این گزارش فروشنده مدعی بود که هم شرکت از فروشنده‌ها پورسانت می‌گیرد و هم خریدارها می‌توانند از قیمت بالای لباس‌ها حق دلالی خود را بردارند. پس از نمایش این آیتم، مهدی تاج بر روی خط برنامه آمده و تولید شدن لباس‌ها در ایران را تأیید کرد.